# 屈垣
屈 垣（くつ えん、389年 - 443年）は、中国の北魏の政治家・軍人。字は長生。本貫は昌黎郡徒河県。

## 経歴
屈須（屈遵の子）の長男として生まれた。道武帝の初年、給事諸曹をつとめた。明元帝のときに、将作監となった。太武帝が即位すると、しばらくして尚書右僕射に転じ、侍中の位を加えられた。平涼を落とした功績により、済北公の爵位を受け、平南将軍の位を加えられた。後に中領軍に転じた。拓跋晃が皇太子となると、屈垣は太子少傅を兼ねた。後に北魏が北燕を討つと、屈垣は鎮東大将軍に進んだ。北魏軍が和龍に到着したとき、馮弘が牛酒をささげて入貢してきた。屈垣は北燕が人質を送ってこなかったことを責め、男女6000人を連行して帰還した。太武帝は屈垣を公正な人物として信任し、親征をおこなうときにはいつも留守を任せた。襄城公盧魯元とともに邸を賜り、太武帝はしばしば屈垣の邸を訪れた。443年、落馬して死去した。享年は55。ときに太武帝は陰山に巡幸しており、拓跋晃が使者を派遣して訃報を伝えると、太武帝はかれの死を悼んで、「汝ら朕の良臣を殺して、何ぞ乗馬を用いん」といって使者に歩いて帰らせた。征西大将軍の位を追贈された。諡は成公といった。

## 子女
- 屈観（早逝した）
- 屈道賜（信都侯、尚書右僕射・侍中）

## 伝記資料
- 『魏書』巻33 列伝第21
- 『北史』巻27 列伝第15